# Lennie Waite
Eleanor "Lennie" Waite (* 4. Februar 1986 in Paisley) ist eine britische Leichtathletin, die sich auf den Hindernislauf spezialisiert hat.

## Sportliche Laufbahn
Erste internationale Erfahrungen sammelte Lennie Waite, die an der Rice University in den Vereinigten Staaten studierte, bei den Commonwealth Games 2010 in Neu-Delhi, bei denen sie für Schottland startend in 10:02,12 min den sechsten Platz belegte. 2011 gelangte sie bei der Sommer-Universiade in Shenzhen mit 9:58,29 min auf den siebten Platz und 2014 wurde sie bei den Commonwealth Games in Glasgow in 9:51,93 min Zehnte. 2016 schied sie bei den Europameisterschaften in Amsterdam mit 9:48,46 min im Vorlauf aus, ehe sie bei den Olympischen Sommerspielen in Rio de Janeiro mit 10:14,18 min ebenfalls den Finaleinzug verpasste. Im Jahr darauf kam sie bei den Weltmeisterschaften in London mit 9:54,97 min nicht über die Vorrunde hinaus und bei den Commonwealth Games im Jahr darauf im australischen Gold Coast wurde sie nach 10:21,72 min Zehnte. 
In den Jahren 2011 und 2015 wurde Waite britische Meisterin im 3000-Meter-Hindernislauf.

## Persönliche Bestleistungen
- 3000 Meter: 9:15,20 min, 13. Februar 2016 in Seattle
- 5000 Meter: 16:12,54 min, 7. April 2017 in Nacogdoches
- 3000 m Hindernis: 9:35,91 min, 12. Juni 2016 in Portland